# Gare d'Abbeville
Ne doit pas être confondue avec la gare d'Abbeville-Porte-du-Bois.
La gare d'Abbeville est une gare ferroviaire française, située à environ 800 mètres du centre-ville de la commune d'Abbeville, sous-préfecture du département de la Somme, en région Hauts-de-France.
Elle est mise en service en 1847 par la Compagnie du chemin de fer d'Amiens à Boulogne, avant de devenir une gare de la Compagnie des chemins de fer du Nord qui ouvre en 1862 le bâtiment voyageurs actuel. Puis, jusque dans les années 1940 – 1950, elle est un important nœud ferroviaire local, comportant jusqu'à quatre branches principales plus une secondaire.
Gare de la Société nationale des chemins de fer français (SNCF), elle est desservie par des trains régionaux (réseau TER Hauts-de-France).

## Situation ferroviaire

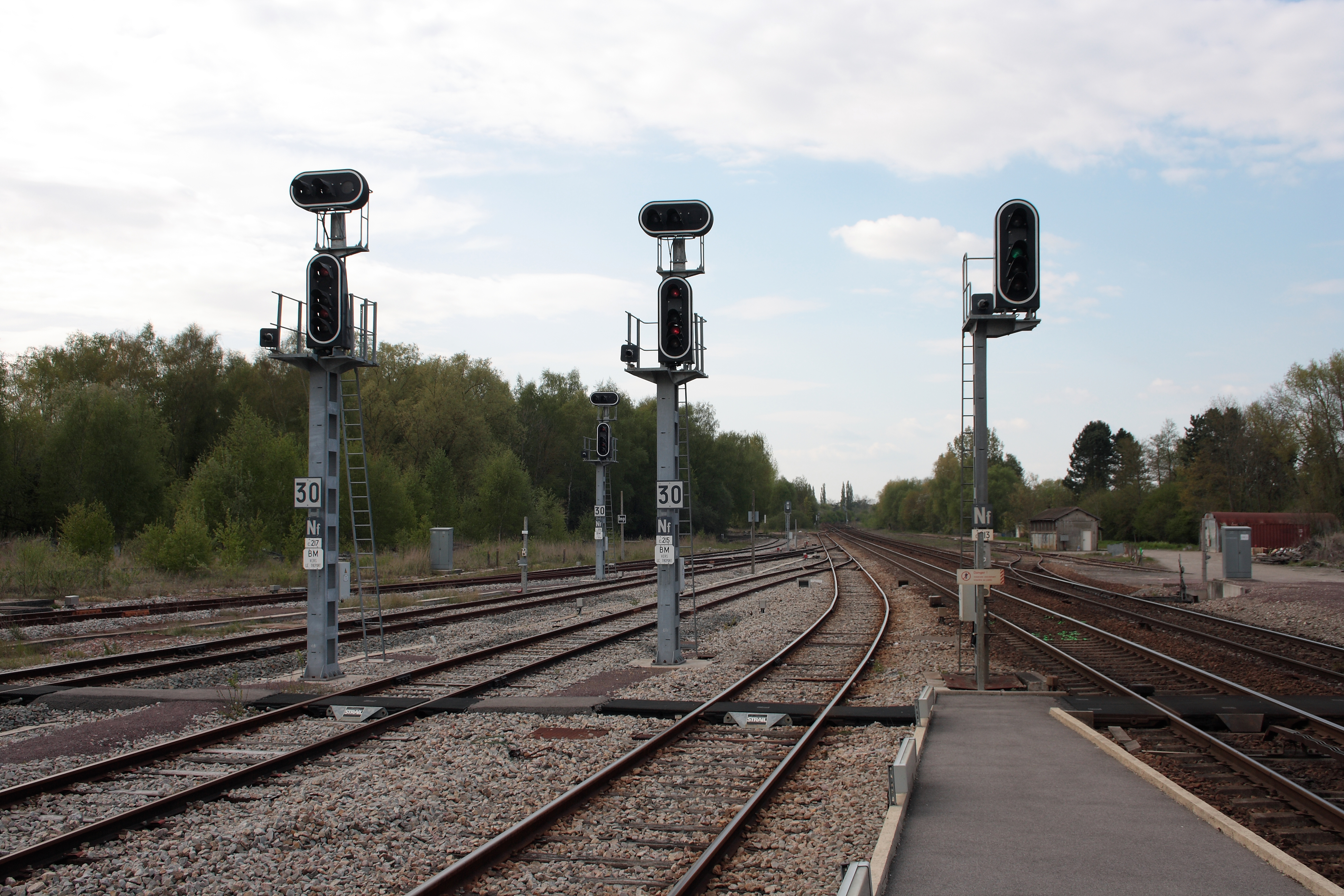
Infrastructures ferroviaires (dont les carrés) au nord de la gare, vues depuis le quai des voies 1 et 3. La ligne d'Abbeville à Eu part au fond à gauche, tandis que la ligne de Longueau à Boulogne-Ville (voies principales à droite, avec le signal à voie libre) continue tout droit.

Établie à 5 mètres d'altitude, la gare d'Abbeville est située au point kilométrique (PK) 175,407 de la ligne de Longueau à Boulogne-Ville, entre les gares ouvertes de Pont-Remy et de Noyelles-sur-Mer (s'intercale celle fermée de Port-le-Grand).
C'est une gare de bifurcation, origine de la ligne d'Abbeville à Eu (non exploitée ; la gare suivante est celle fermée de Faubourg-de-Rouvroy), et aboutissement (au PK 134,555) de la ligne de Fives à Abbeville (déclassée entre les gares de Saint-Pol-sur-Ternoise et d'Abbeville ; la précédente est celle fermée d'Abbeville-Porte-du-Bois). Sur la ligne d'Abbeville à Eu, se trouvait deux raccordements d'accès direct à la ligne de Longueau à Boulogne-Ville, respectivement à environ 700 et 1 100 mètres au nord-ouest-quart-ouest ; de même, ces deux lignes étaient également reliées via l'ouest, par la voie d'évitement de la gare d'Abbeville.
À cela s'ajoutait : la ligne d'Abbeville à Dompierre (à voie métrique), totalement déclassée et déferrée, dont la gare était l'origine (au PK 0,000) et qui précédait la halte d'Abbeville-Porte-Saint-Gilles — ayant été détruite depuis sa fermeture — ; un dépôt annexe (arrondissement de traction d'Amiens) et un triage (créé lors de la Première Guerre mondiale, pour des raisons stratégiques : Abbeville est, à la fin du conflit, une gare régulatrice).

## Histoire

### Première gare: une station provisoire (1847)
Lors de la seconde assemblée générale des actionnaires de la Compagnie du chemin de fer d'Amiens à Boulogne (qui s'est tenue le 23 octobre 1846), tandis que les débats faisaient rage — avec notamment des pétitions — dans la ville concernant le tracé de la ligne (selon Ernest Prarond), l'ingénieur en chef Pierre-Dominique Bazaine indique qu'il n'était pas possible d'établir une station définitive, du fait que le site choisi correspond à des terrains militaires dans l'enceinte des fortifications ; il est donc nécessaire d'avoir une autorisation du ministère de la guerre, alors non obtenue. Ainsi, le choix d'une station provisoire s'imposait. Elle est située au plus près de la ville, à 800 mètres de la porte de Rouen, à proximité immédiate du passage à niveau de la route de Rouen. Des dépenses relativement peu importantes sont prévues, car le choix a été de construire des bâtiments en charpente devant ensuite être démontés et reconstruits sur l'emplacement définitif, comme remises et hangars à marchandises.
La « station d'Abbeville » est mise en service le 15 mars 1847 par ladite compagnie, lorsqu'elle ouvre à l'exploitation la section d'Amiens à Abbeville. Le prolongement jusqu'à Neufchâtel-Hardelot est ouvert le 21 décembre 1847, et la totalité de la ligne le 17 avril 1848. Abbeville est alors la sixième station de cette ligne, après Pont-Remy.
En 1851, elle devient une gare de la Compagnie des chemins de fer du Nord, lorsque celle-ci accepte une fusion-absorption avec la compagnie primitive qui ne peut résister à la concurrence de sa grande rivale. Il s'agit toujours de la station provisoire.

### Deuxième gare: à l'emplacement définitif (1855)

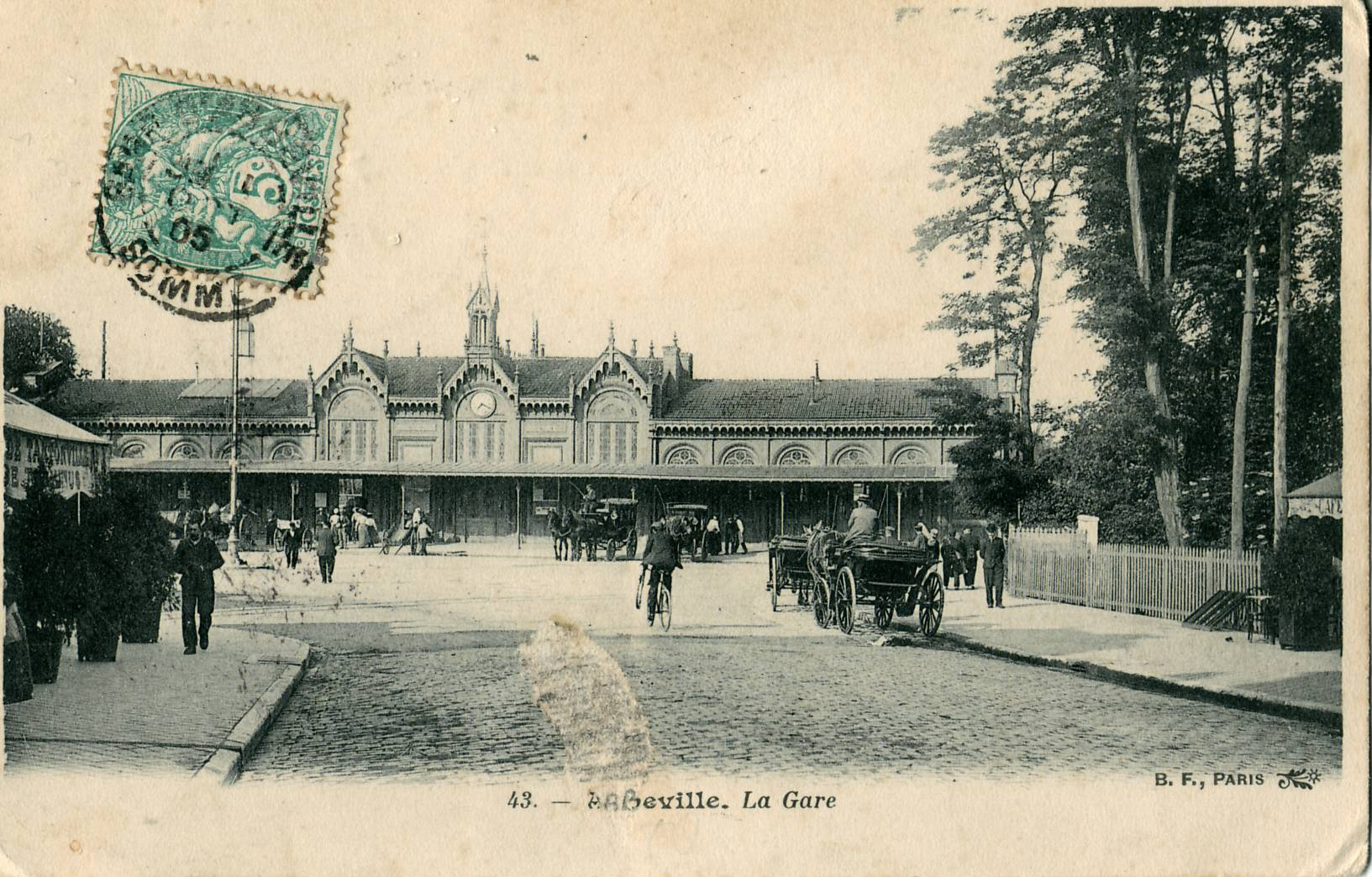
La gare, vers 1905.

La gare définitive est édifiée à partir de 1855, à la suite d'un débat contradictoire (entre la Compagnie du Nord, la municipalité et la chambre de commerce) concernant le choix de son emplacement ; ces travaux sont accompagnés d'une ouverture dans le rempart et de la construction de ponts (sur le canal de Transit et le fossé des fortifications), permettant l'accès au site depuis le reste de la ville. L'actuel bâtiment voyageurs est quant à lui ouvert en 1862 ; d'un style régional balnéaire (avec une ossature bois parée de briques rouges évoquant les villas de Mers-les-Bains, répondant en outre par sa légèreté aux exigences de l'autorité militaire d'alors), il fait l'objet d'une inscription au titre des monuments historiques depuis le 28 décembre 1984. Elle est considérée, par Jean-Marie Duthilleul, comme la dernière gare en bois construite en France jusqu'à Meuse TGV en 2007,. Le bâtiment a été modifié et agrandi en 1912, avec notamment l'avancée de sa façade ; l'un des deux pavillons, édifiés symétriquement sur ses flancs, a par contre été démoli par la suite,. De surcroît, la présence de la gare engendre le développement du commerce aux alentours, plus particulièrement avec la construction d'hôtels et de cafés.
Abbeville fut reliée à Lille par la ligne de Fives à Abbeville (ouverte en juin 1879, sur la section entre Abbeville et Frévent), via Saint-Pol-sur-Ternoise et Béthune. La section Abbeville – Frévent a été fermée aux voyageurs le 18 décembre 1956, puis déclassée jusqu'à Auxi-le-Château le 17 octobre 1994. Cette dernière a été prolongée par la ligne d'Abbeville à Eu (vers Le Tréport),, mise en service le 4 décembre 1882, et temporairement fermée depuis la fin mai 2018.
La gare était également desservie par le réseau secondaire à voie métrique des Chemins de fer départementaux de la Somme. Sa ligne Abbeville – Dompierre,, mise en service le 19 juin 1892, fut fermée au trafic voyageur en 1947 (la section comprise entre Abbeville et Abbeville-Porte-du-Bois ayant cependant été déferrée pendant la Seconde Guerre mondiale, à la suite de la destruction du pont sur la Somme en mai 1940),.
Le 7 juillet 1907, l'inauguration du monument La Barre a entraîné un pic de fréquentation, car 15 000 personnes, arrivées à Abbeville par trains entiers, ont assisté à cet évènement. D'ailleurs, pendant la Première Guerre mondiale, c'est un cheminot local qui évita que la plaque de bronze de ce monument soit chargée dans un train pour être fondue, en la cachant dans un ruisseau.

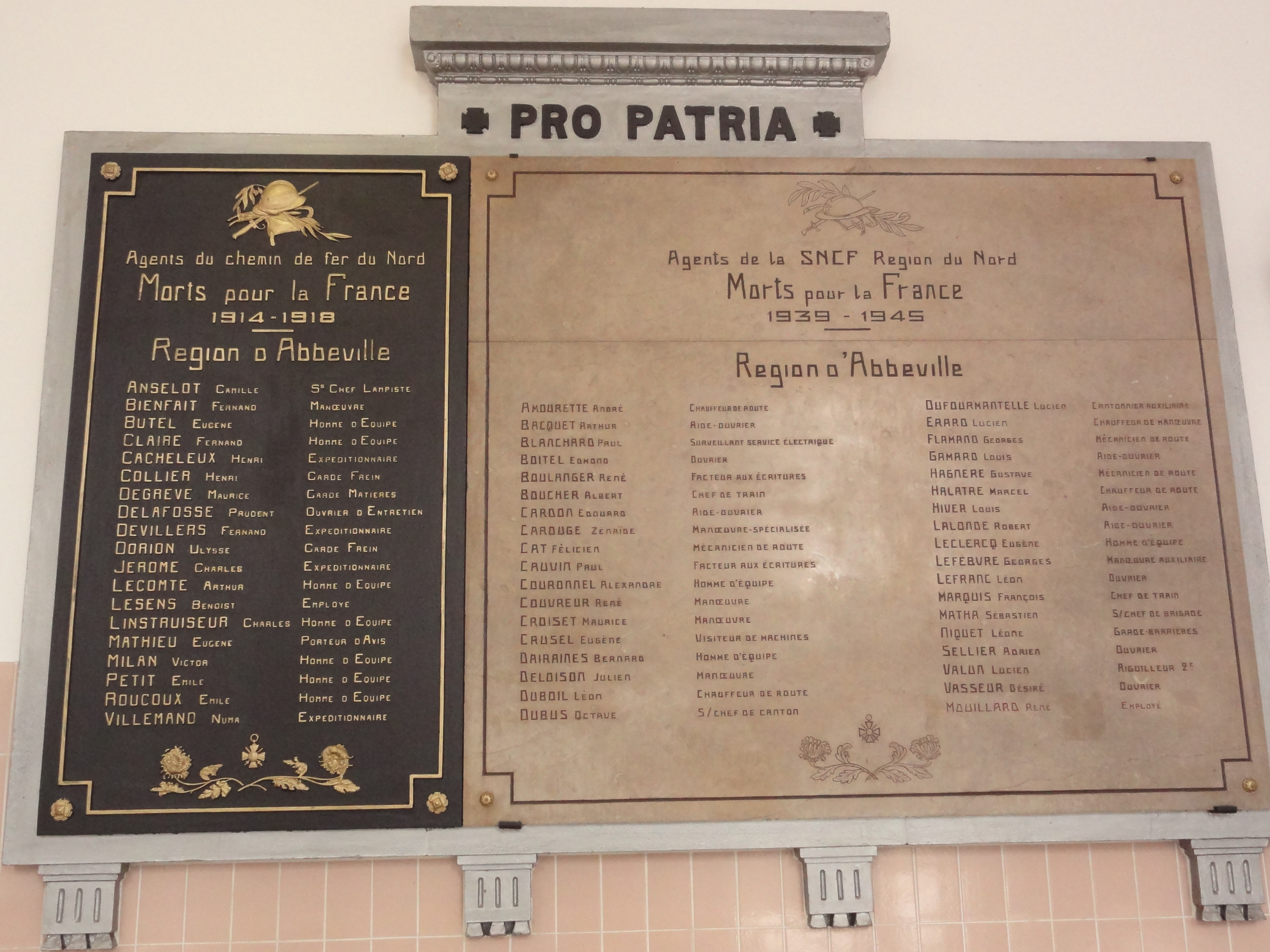
Plaques « Morts pour la France » 1914 – 1918 et 1939 – 1945, dans le hall du bâtiment voyageurs.

Le 28 juillet 1927, au sémaphore de Menchecourt, situé à environ 1 800 mètres au nord de la gare, le rapide Bâle – Calais, arrêté à la suite d'une avarie de ses freins et couvert par des pétards posés trop près par son chef de train, est percuté par le rapide Paris – Calais, qui le suit de près, ce dernier défonçant le wagon-lits et le fourgon situés en queue du premier train ; le fourgon du train tamponneur est également détruit. Les secours ont été organisés par la gare ; le bilan définitif fait état de dix blessés (dont trois grièvement, l'un d'entre eux étant finalement décédé à l'hôpital), ainsi que de nombreux voyageurs contusionnés.
La Compagnie du Nord édite, en 1930, une affiche de Pierre Commarmond, pour promouvoir Abbeville et sa desserte ferroviaire auprès des Parisiens ; elle vante le temps de trajet et la proximité de la mer (« 2 heures de Paris », « 2 pas de la mer »), tout en montrant la ville dont la collégiale Saint-Vulfran en arrière-plan. Une autre affiche, similaire par son message à la première, fut également éditée en partenariat avec le syndicat d'initiative et de tourisme ; elle représente cette fois-ci les tourelles de guet qui surmontent ladite collégiale.

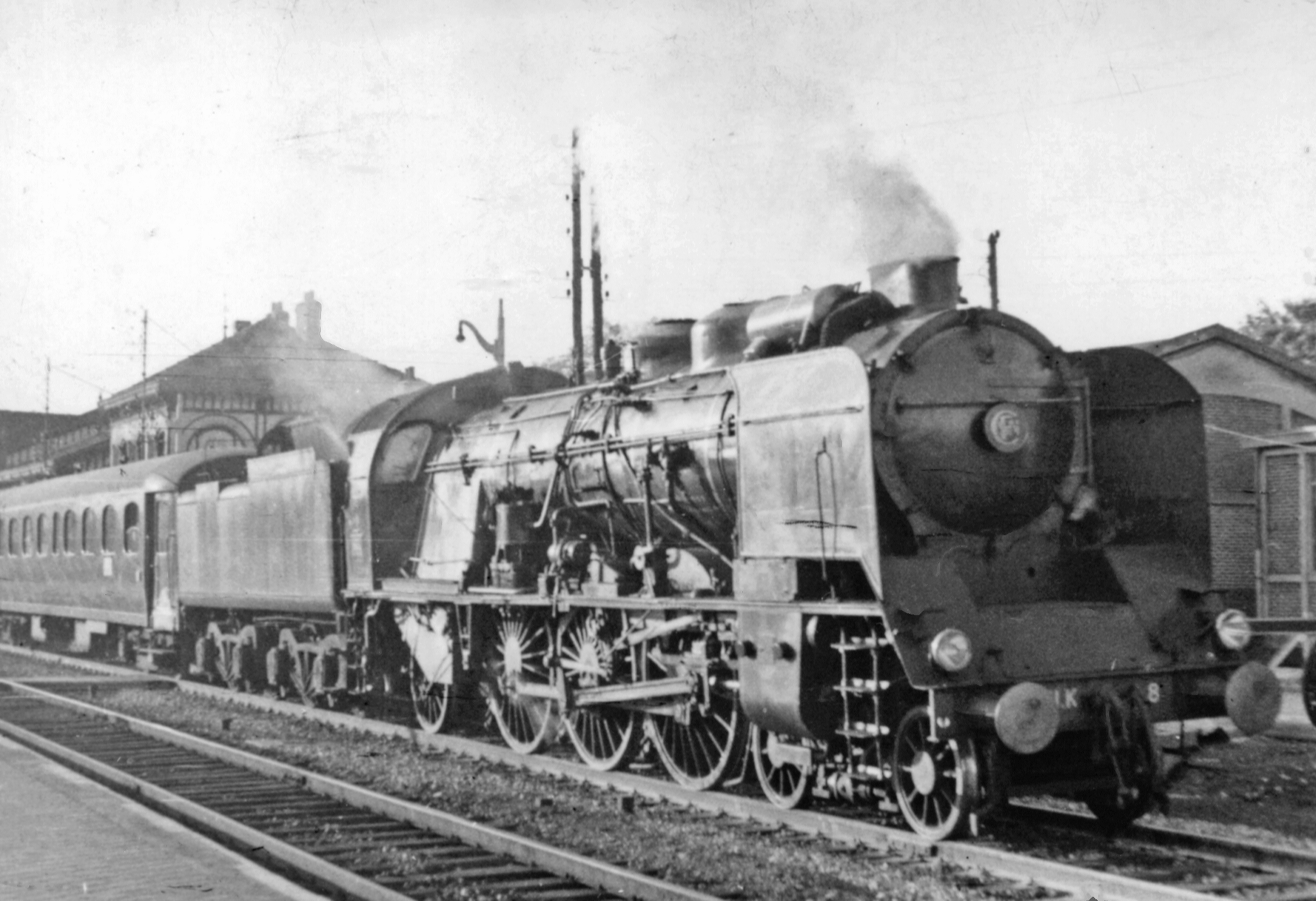
Train express à destination de Paris tracté par une locomotive à vapeur 231 K et comprenant des, le soir du 24 juin 1956. Le pavillon, visible derrière le tender et la première voiture, n'existe plus désormais.

La gare est intégrée dans le réseau de la SNCF, en 1938. Au cours des deux guerres mondiales, elle n'a pas subi de dommages, notamment le 20 mai 1940 (où la ville fut pourtant lourdement bombardée, lors de la bataille de France), ou encore le 22 juin 1944 (date à laquelle l'avion américain B-17 « Spare Charlie », qui devait bombarder la centrale électrique implantée route de Rouen — se trouvant non loin de l'établissement —, a été abattu par des canons antiaériens installés à proximité),. Toujours pendant la Seconde Guerre mondiale, un train de DCA était stationné en gare sous l'Occupation (comme en juin 1943).
Au milieu des années 1970, la gare connaît un trafic de marchandises significatif, s'élevant alors à 82 000 tonnes par an (dont 37 000 tonnes d'arrivages et 45 000 tonnes d'expéditions). Par ailleurs, une première rénovation du bâtiment voyageurs a lieu en 1993.
En avril 2001, les inondations de la vallée de la Somme ont affecté la gare durant plusieurs semaines. De ce fait, le bâtiment voyageurs a été fermé, les rails ont rouillé, et la signalisation ainsi que les appareils de voie ont été rendus hors-service, avec de plus un train de fret immobilisé. Un temps transformé en gare routière avec comme guichet une camionnette stationnée dans l'avenue de la Gare, l'établissement est rouvert au trafic ferroviaire fin mai, à la suite de la remise en état de l'ensemble de ses installations. Depuis lors, le « Buffet de la Gare », attenant au bâtiment voyageurs, était abandonné, ; après divers projets avortés, il est finalement racheté en novembre 2015, et a été reconverti en boutique de mariage.
La gare a remporté le second Prix spécial des Gares du Conseil national de villes et villages fleuris en 2006, derrière celle de Cahors. En 2007, elle accueille plus de 2 000 voyageurs par jour ouvrable. La même année, la communauté de communes de l'Abbevillois a engagé un chantier d'aménagement d'un espace multimodal sur la place de la Gare.
En 2009, la fréquentation de la gare était de 2 859 voyageurs par jour. C'est d'ailleurs à cette période que l'offre ferroviaire a commencé à fortement progresser, sous l'impulsion du conseil régional de Picardie. Ce dernier a financé du nouveau matériel roulant pour les TER, la rénovation complète des quais (à l'exception de la mise en place d'une nouvelle passerelle équipée d'ascenseurs, dont les travaux sont réalisés ultérieurement, soit en 2016 – 2017), ainsi que la modernisation de la signalisation avec l'installation d'un nouveau poste d'aiguillage (qui, lors de sa mise en service, a remplacé le Poste 1 datant de 1968 — détruit au début des années 2010 —, mais également l'ancien Poste 2 qui était implanté au sein du bâtiment voyageurs).
En 2013, année où la fréquentation quotidienne de la gare atteint les 3 200 voyageurs, le chantier de ravalement extérieur et de modernisation intérieure (avec de nouveaux guichets, accessibles aux personnes à mobilité réduite) du bâtiment voyageurs se termine ; son coût a été de 1,1 million d'euros. Une cérémonie d'inauguration a été faite à cette occasion, en présence du président du conseil régional, Claude Gewerc.

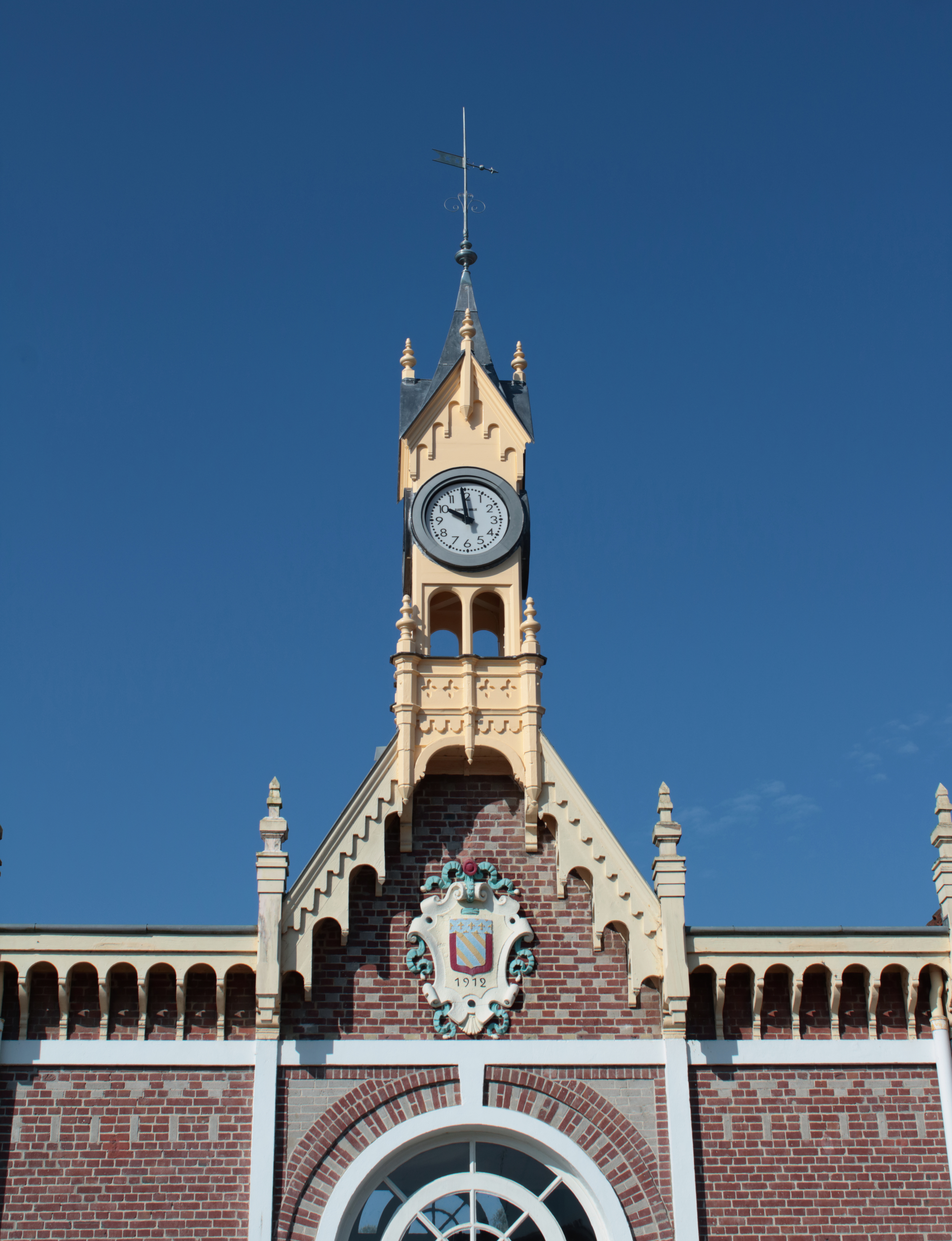
Clocheton (après restauration).

Toutefois, le clocheton a été déposé en juillet 2018, à cause de sa fragilité, puis entreposé dans une caisse en bois placée sur un parking de la SNCF ; en mars 2021, sa restauration n'a pas encore pu être effectuée, la direction régionale des Affaires culturelles ayant rejeté les permis de construire de SNCF Gares & Connexions qui se voit contrainte de réaliser un diagnostic patrimonial. Finalement, après déblocage de la situation administrative, ce campanile est réparé (pour un montant de 180 000 €) à partir de décembre 2022, pour être réinstallé entre avril et juin 2024 ; avec cette restauration, il a retrouvé un aspect proche de celui qu'il avait en 1912. De plus, la marquise — protégeant le quai contigu au bâtiment voyageurs — est soutenue par plusieurs étais, en attendant des travaux,.
Par ailleurs, l'ancienne halle Sernam (fermée en 1998) a été transformée en un bâtiment à vocation tertiaire, nommé Garopôle ; équipé d'une toiture végétalisée, ledit bâtiment est principalement occupé depuis début 2015 par le siège de la communauté de communes de l'Abbevillois (devenue la communauté d'agglomération de la Baie de Somme en 2017).
En 2018, la région Hauts-de-France reçoit, dans le cadre de la 8e édition des « Grands prix des régions » (organisés par le magazine Ville, Rail & Transports), le prix de la plus belle gare pour celle d'Abbeville.

## Fréquentation
De 2015 à 2023, selon les estimations de la SNCF, la fréquentation annuelle de la gare s'élève aux nombres indiqués dans le tableau ci-dessous.
| Année                      | 2015    | 2016    | 2017    | 2018    | 2019    | 2020    | 2021    | 2022      | 2023      |
| -------------------------- | ------- | ------- | ------- | ------- | ------- | ------- | ------- | --------- | --------- |
| Voyageurs                  | 758 410 | 727 081 | 750 298 | 710 325 | 757 362 | 505 759 | 650 701 | 841 557   | 922 376   |
| Voyageurs et non voyageurs | 924 890 | 886 684 | 914 998 | 866 250 | 923 612 | 616 779 | 793 538 | 1 026 289 | 1 124 849 |

## Service des voyageurs

### Accueil

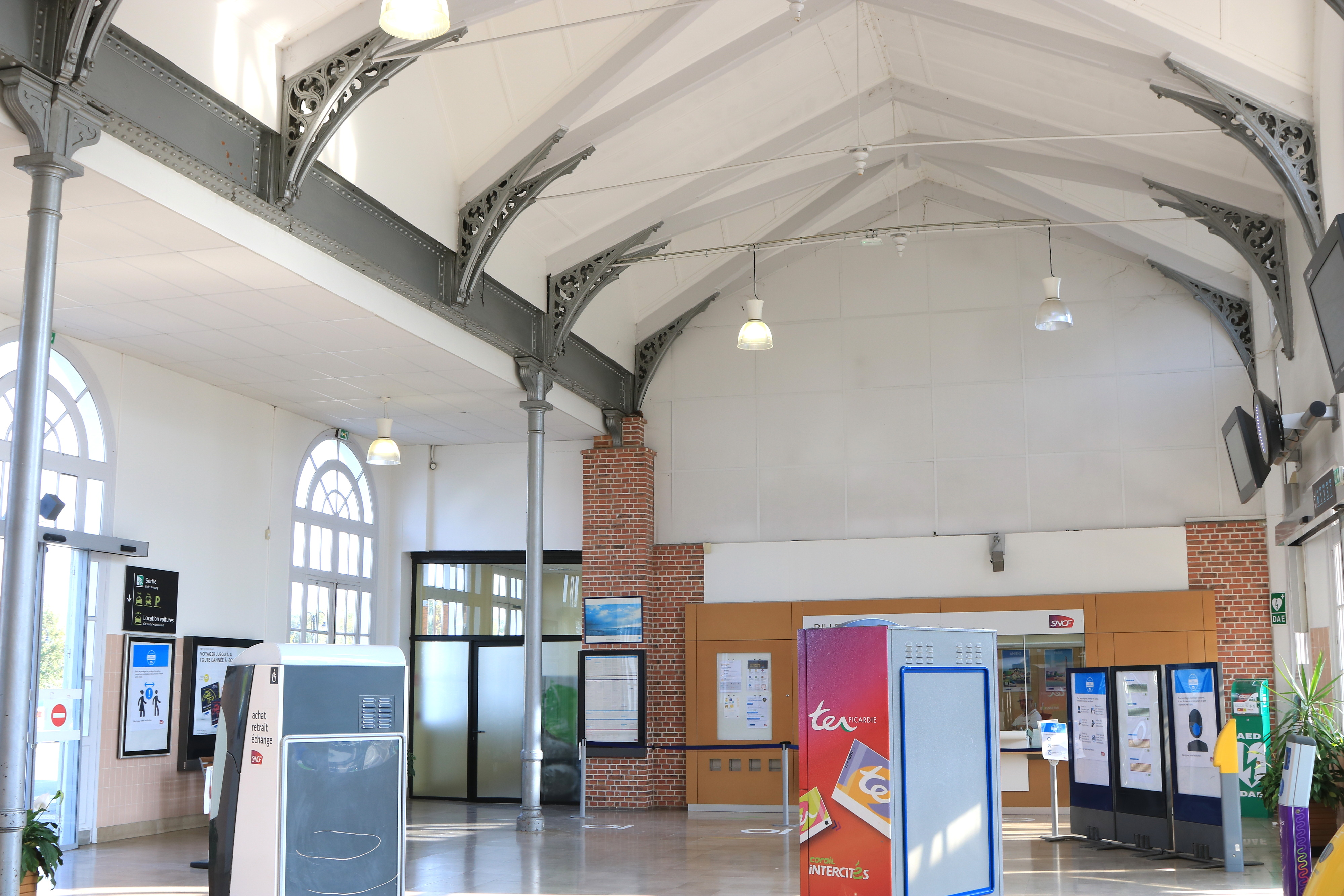
Hall du bâtiment voyageurs.

Abbeville est une gare de la SNCF, qui dispose d'un bâtiment voyageurs (avec guichet), ouvert tous les jours. Elle est équipée d'automates pour l'achat de titres de transport. C'est une gare disposant en outre d'aménagements, d'équipements et services pour les personnes à la mobilité réduite.
Elle possède 5 voies à quai, plusieurs voies de service et 3 quais : le quai 1 (latéral, voie 2, longeant le bâtiment voyageurs), d'une longueur utile de 295 mètres ; le quai 2 (central), de 298 mètres (voie 1) ou 169 mètres (voie 3) ; le quai 3 (central), de 172 mètres (voie 5) ou 258 mètres (voie 7).
Sur les voies principales (1 et 2), la vitesse limite est de 140 km/h. Pour les autres voies (3, 5 et 7), utilisées principalement comme terminus pour des trains de voyageurs, mais également sur celles de service, elle est de 30 km/h.
La circulation sur l'ensemble des voies de la gare, ainsi que sur une partie de la ligne de Longueau à Boulogne-Ville (en l'occurrence la section entre la gare de Saint-Roch — exclue — et Abbeville, équipée du block automatique lumineux) et sur l'intégralité de la ligne d'Abbeville à Eu (dont le trafic est suspendu), est gérée par un unique poste d'aiguillage de type PIPC, nommé Poste 2.

### Desserte

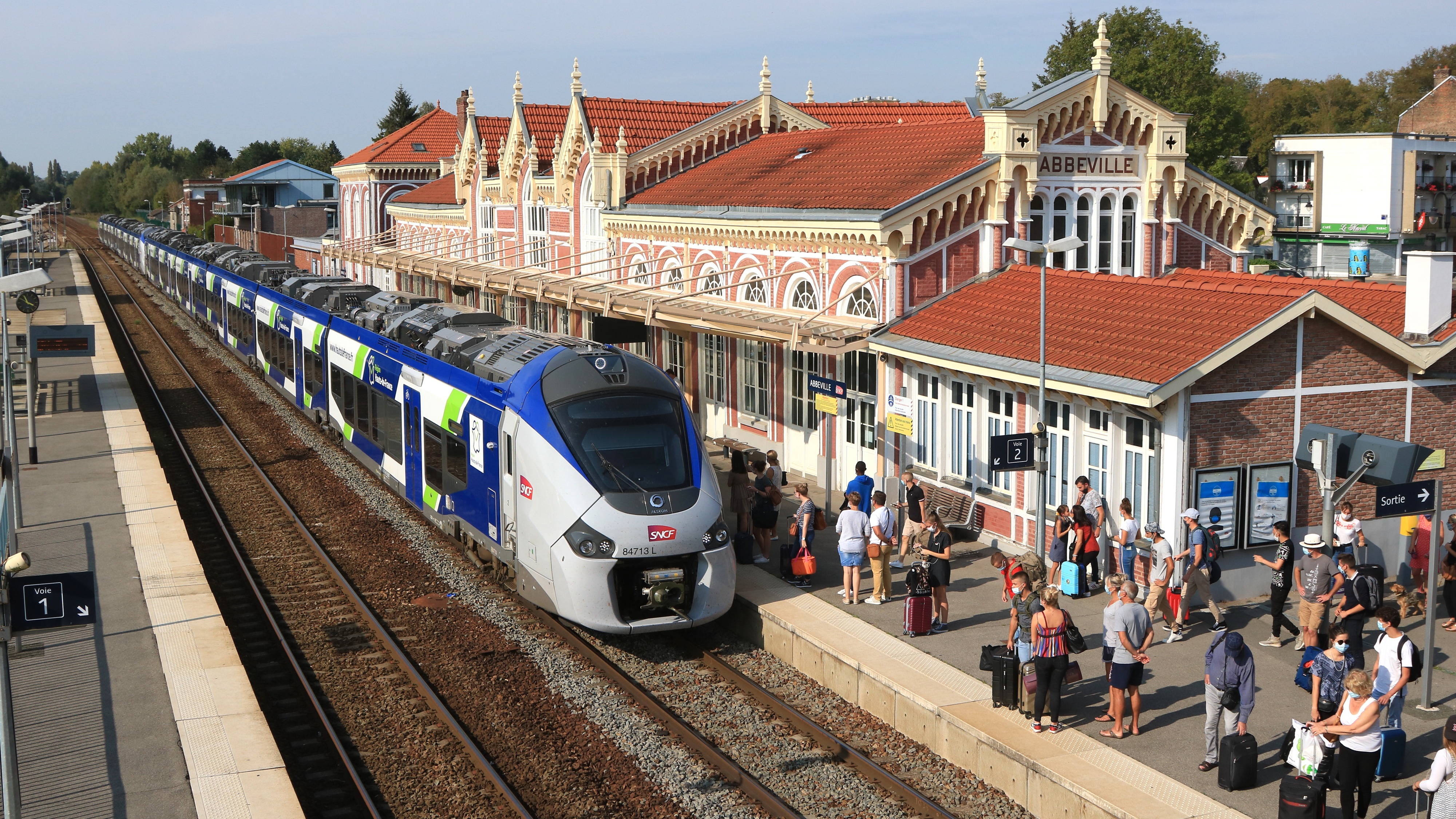
Rames Régiolis assurant un TER (ex-Intercités) Calais – Paris, un dimanche après-midi en septembre 2020.

La gare est desservie par des trains du réseau régional TER Hauts-de-France, qui effectuent les liaisons suivantes :
- Paris – Longueau – Amiens – Abbeville – Noyelles-sur-Mer – Rue – Rang-du-Fliers – Étaples – Boulogne-sur-Mer – Calais (K16) ;
- Amiens – Abbeville – Noyelles-sur-Mer – Rue – Rang-du-Fliers – Étaples – Boulogne-sur-Mer – Rinxent – Calais (K21) ;
- Albert / Amiens – Ailly-sur-Somme – Longpré-les-Corps-Saints – Abbeville (P21) ;
- Laon – Tergnier – Ham – Amiens – Abbeville – Noyelles-sur-Mer – Rue – Rang-du-Fliers – Étaples – Boulogne-sur-Mer – Calais (S05, en été).

### Intermodalité
Un abri sécurisé pouvant contenir 40 bicyclettes (exploité par la communauté d'agglomération de la Baie de Somme), un parc à vélos (dont des arceaux couverts), ainsi qu'un parking (qui sera recouvert d'ombrières photovoltaïques) et un dépose-minute, sont aménagés à proximité immédiate de la gare.
Elle est l'un des nœuds du réseau urbain « BAAG » (géré par la communauté d'agglomération), en étant desservie par les autobus des lignes R1, R2 et R3, mais également par des lignes de transport à la demande. Le dépôt de ce réseau jouxte l'extrémité sud de l'ancienne halle Sernam.
À cela s'ajoutent les autocars du réseau « Trans'80 » (géré par le conseil régional des Hauts-de-France), dont plusieurs lignes régulières desservent la place de la Gare : 702, 703, 705, 706, 709, 710, 711, 712, 713, 714, 715, 716, 717, 726, 732 et 751. La ligne 732 permet, en tant que substitution à la ligne ferroviaire d'Abbeville à Eu (fermée), d'atteindre Le Tréport,.

## Service des marchandises

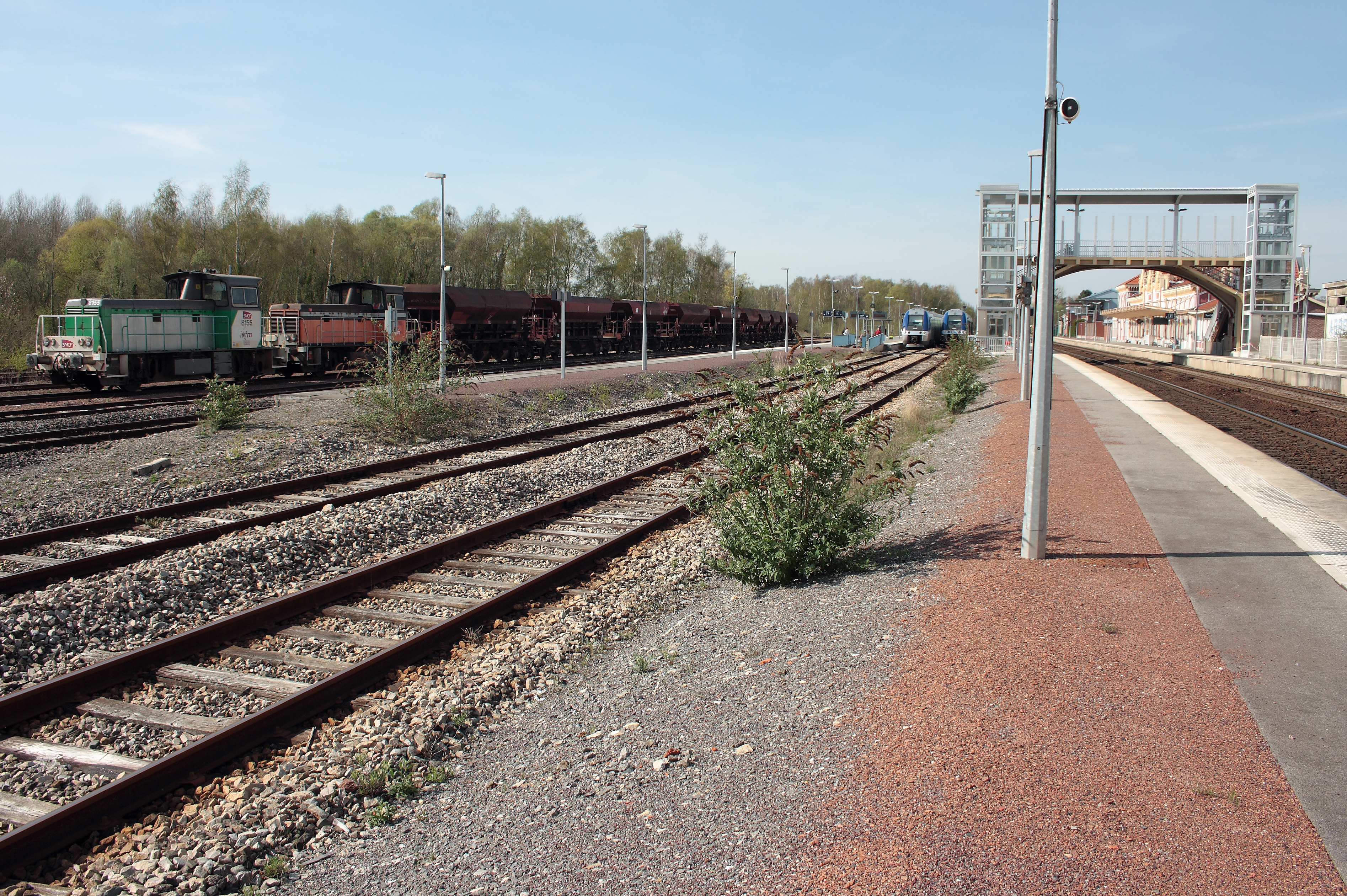
Aperçu d'un train (composé de wagons-trémie, chargés de ballast) du service infrastructure, stationné sur l'une des voies de service.

Cette gare est ouverte au service de fret, mais également au service infrastructure (SNCF Réseau), par l'intermédiaire de ses voies de service.
Au début du mois de février 2016, elle est utilisée de manière exceptionnelle pour le transbordement d'un transformateur de 179 tonnes, destiné au poste électrique RTE de Limeux alors en construction.

## Au cinéma
En 2015, une scène du début du téléfilm Le Vagabond de la baie de Somme est tournée en gare. On y voit l'arrivée du gendarme Paul Beaujour (rôle interprété par Jérôme Robart) en train TER, puis sa sortie de l'établissement par le bâtiment voyageurs.
En 2023, une scène du film L'Art d'être heureux (initialement appelé De l'art ou du Machond ?), avec Benoît Poelvoorde et Camille Cottin, est tournée devant la gare — la façade du bâtiment voyageurs étant visible — et à l'intérieur d'une boutique attenante.